# Renaissance (album Lionela Richiego)
Renaissance – siódmy album Lionela Richiego wydany w październiku 2000 roku.

## Lista utworów
1. „Angel” – 4:15
2. „Cinderella” – 3:42
3. „Tender Heart” – 4:28
4. „Dance the Night Away” – 5:08
5. „Tonight” – 4:31
6. „How Long” – 3:55
7. „Don't You Ever Go Away” – 4:13
8. „Wasted Time” – 4:07
9. „Piece of my Heart” – 4:15
10. „It May be the Water” – 4:56
11. „Here is my Heart” – 4:03
12. „Don’t Stop the Music” – 4:13